# 洛伊希森巴赫河

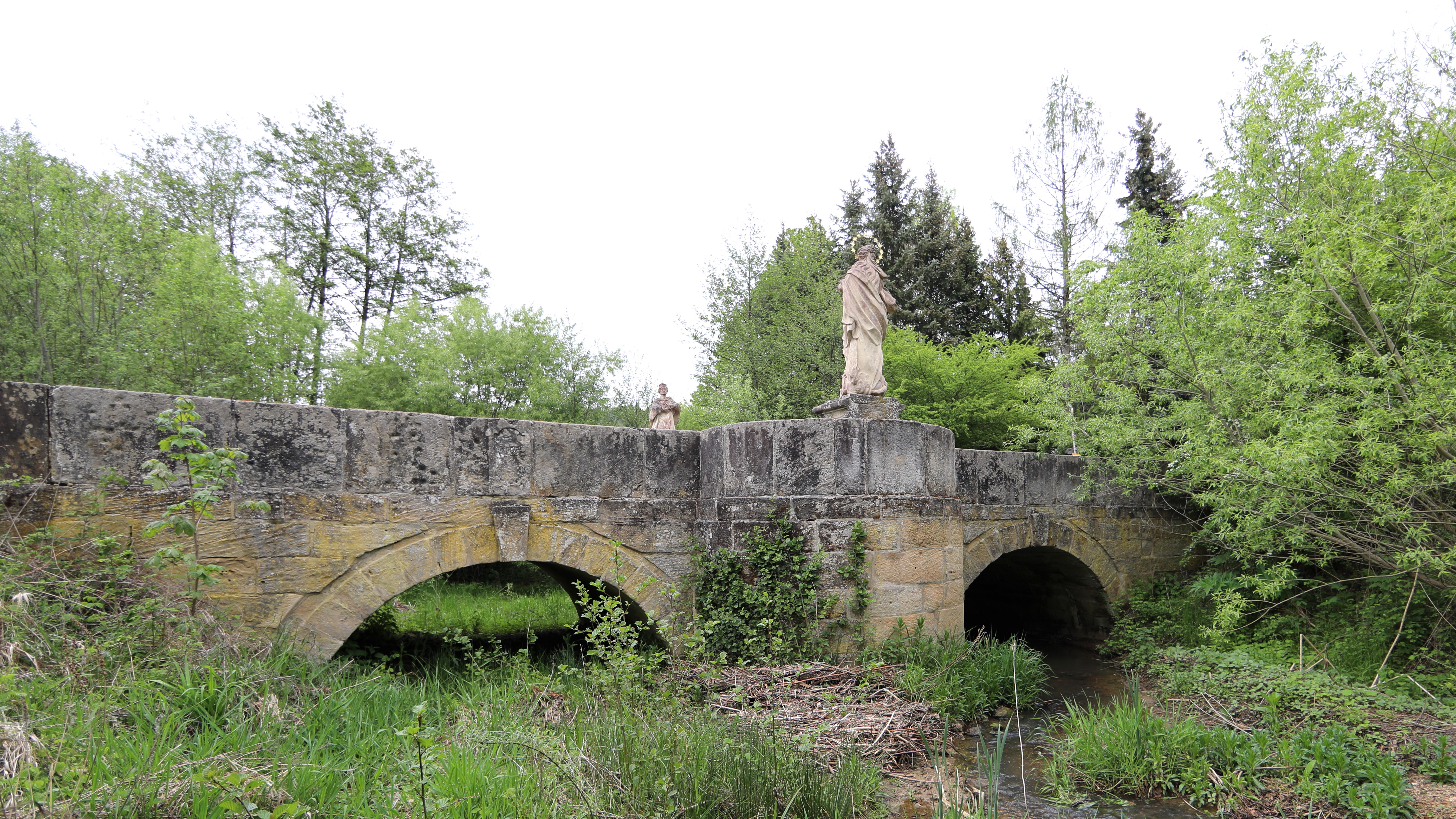

50°9′1.5″N 11°3′11.5″E / 50.150417°N 11.053194°E
洛伊希森巴赫河（德語：Leuchsenbach），是德國的河流，位於該國東南部，由巴伐利亞負責管轄，屬於美因河的左支流，河道全長11公里，流域面積30平方公里，流經利希滕費爾斯。